# Mantispa rimata
Mantispa rimata är en insektsart som först beskrevs av Navás 1929.  Mantispa rimata ingår i släktet Mantispa och familjen fångsländor. Inga underarter finns listade i Catalogue of Life.